# Nad Brdą
Nad Brdą – część miasta Tuchola na północny wschód od trasy linii kolejowej Tuchola – Wierzchucin i na zachodnim krańcu Tucholskiego Parku Krajobrazowego.